# Margarita Zimmermann
Pour l’article homonyme, voir Margarita Vladimirovna Zimmermann.
Margarita Zimmermann est une mezzo-soprano née le 17 août 1942 en Argentine.

## Biographie
Margarita Zimmermann a vécu quinze ans à Venise. Elle était directrice de la Maison de famille de Louis Vuitton. Elle vit actuellement[Quand ?] à Boulogne-sur-Mer.

## Carrière
Elle étudie le chant au conservatoire de Buenos Aires. Elle fait ses débuts avec des arias de Gioachino Rossini et Carmen de Georges Bizet au Teatro Colon de Buenos Aires en 1974 puis se produit au Metropolitan Opera dans un récital Richard Wagner. Sa carrière internationale se déroule dans les salles les plus prestigieuses : La Scala, Covent Garden, Fenice, Mozarteum, Opéras de Paris, Berlin, Chicago, Francfort, Munich, San Francisco, Stuttgart. Elle a pour partenaires Montserrat Caballé, Kiri Te Kanawa, José Carreras ou Alfredo Kraus et chante sous la direction de Daniel Barenboim, Riccardo Chailly, Sir Colin Davis, Carlo Maria Giulini ou Seiji Ozawa. Elle est une interprète de lied, mélodie française, zarzuela, etc.

## Discographie
Sous la direction de Claudio Scimone, elle enregistre Ermione, Maometto Secondo et le Stabat Mater de Gioachino Rossini, Catone in Utica et le Gloria d'Antonio Vivaldi. Elle apparaît aussi dans Manon Lescaut de Giacomo Puccini avec Kiri Te Kanawa et José Carreras sous la direction de Riccardo Chailly, avec qui elle enregistre aussi la Messe en ut majeur de Beethoven. Elle grave également Il nascimento dell’Aurora de Tomaso Albinoni et la Passion selon saint Jean de Johann Sebastian Bach. 

## Récompenses
Margarita Zimmermann est lauréate de la Fondation Konex.